# Ecolight
Ecolight-Flugzeuge (von engl. eco, ‘umweltverträglich‘ und light, ‘leicht‘) sind motorisierte Serienflugzeuge, welche durch die Verwendung besonders leichter Baustoffe mit einem minimalen Antriebsbedarf und umweltfreundlichen Kleinmotoren modernster Technik auskommen. Sie fliegen sicher, leise und sparsam. Es handelt sich dabei um Ultraleichtflugzeuge, die eine Zulassung in der schweizerischen Kategorie Ecolight erlangt haben.

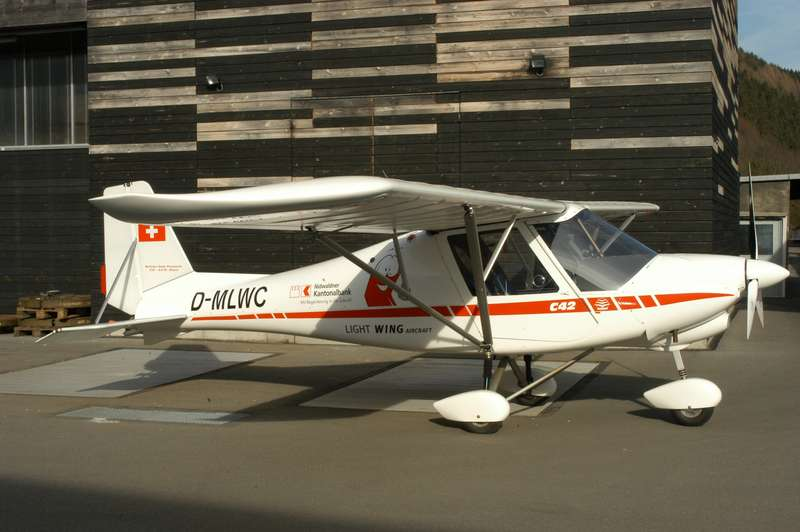
Ecolightflugzeug C42

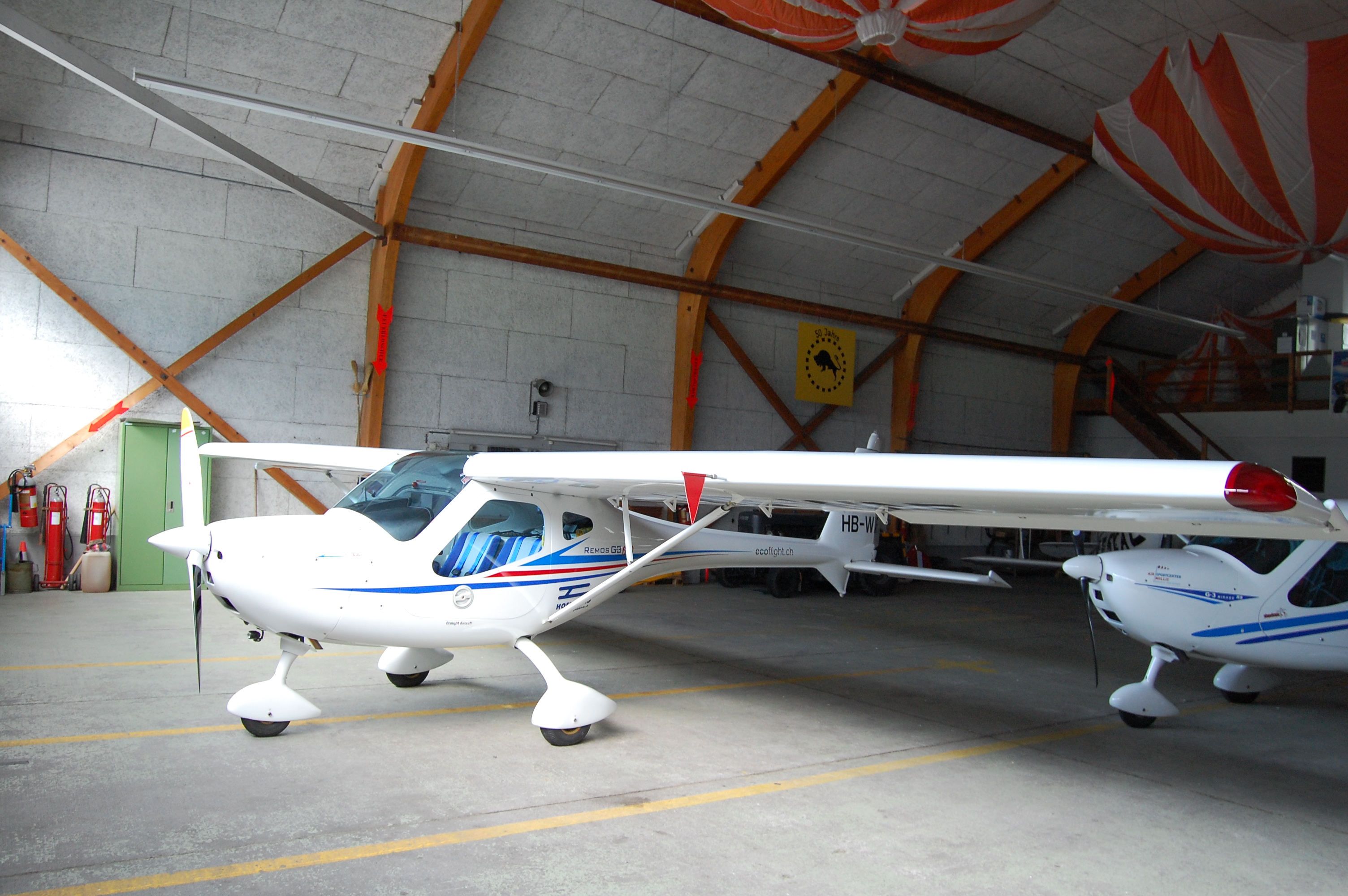
Ecolightflugzeug Gemini Remos

## Entstehungsgeschichte
Als die motorisierten Hängegleiter in den achtziger Jahren auch in der Schweiz erste Verwendung fanden, wurden sie am 4. Juli 1984 überraschend verboten. Sie waren damals aus umweltpolitischen Gründen unerwünscht. Das Gesetz verbot von da an motorisierte Fluggeräte mit einer Flächenbelastung von unter 20 Kilogramm pro Quadratmeter Flügelfläche. Während in Europa eine neue Flugzeugklasse entstand, die Ultraleichtflugzeuge, waren solche Flugzeuge in der Schweiz verboten.
Am 15. Juli 2005 wurde die Ecolightklasse eingeführt. Ecolight-Flugzeuge verfügen über mindestens 20 kg/m² Flächenbelastung und fallen somit nicht unter das Ultraleichtflugverbot. Erlaubt sind nur dreiachsig gesteuerte Ecolight-Flugzeuge, Drehflügler und Trikes bleiben weiter ausgeschlossen. „Als treibende Kräfte haben seit 1996 Anton Landolt und Eugen Hostettler mit dem Verband Swiss Microlight Federation gegen das 1984 erlassene Ultraleichtflugverbot gekämpft.“ Im Jahre 1997 ist der Begriff Ecolight entstanden, als Anton Landolt bemerkte, dass er den mit vielen Vorurteilen behafteten Begriff Ultralight ersetzen musste, um diese inzwischen sehr leisen und sparsamen Flugzeuge aus ihrem negativen Licht zu führen. „Zum endgültigen Durchbruch gelangten die Ecolightflugzeuge aber erst im Jahre 2000, als auf dem Flugplatz Bern Belpmoos eine umfassende Ecolight-Präsentation vor Politikern und Medien veranstaltet wurde. Die anwesenden Parlamentarier konnten von den neuartigen, sparsamen, leisen und somit umweltfreundlichen Flugzeugen überzeugt werden. Am 26. September 2002 gab Bundesrat Moritz Leuenberger grünes Licht für die Zulassung der Ecolights in der Schweiz.“

## Gesetzliche Anforderungen
Folgende Forderungen werden an das Ecolightflugzeug gestellt:
- Maximal zweisitzig und maximal 120 PS Antrieb
- Die Abflugmasse darf bei einem einsitzigen Ecolightflugzeug nicht schwerer als 322,5 Kilogramm, bei einem zweisitzigen Ecolightflugzeug nicht schwerer als 472,5 Kilogramm sein.
- Die Flächenbelastung muss mindestens 20 kg/m² betragen.
- Die Stallspeed darf nicht größer als 65 km/h sein.
- Die Lärmemissionen dürfen 65 dB(A) nicht überschreiten.
- Ecolightflugzeuge sind dreiachsig gesteuert, ohne Drehflügler und Trikes.
- Ecolightflugzeuge gelten in der Schweiz als Flugzeuge mit denselben Rechten wie zertifizierte Flugzeuge.[3]

## Eigenschaften und Unterschiede
Alle Eigenschaften des Ecolightflugzeuges werden durch seine kleine Masse maßgeblich bestimmt. 

### Leistung
Ecolightflugzeuge verfügen über ein deutlich besseres Leistungs-Gewicht-Verhältnis als Normalflugzeuge. Die Steigleistung ist daher viel höher. Trotzdem liegt die Reisegeschwindigkeit durchschnittlich etwas tiefer als bei konventionellen Flugzeugen. Die Manövergeschwindigkeit eines Ecolightflugzeuges liegt zurzeit zwischen 130 und 180 km/h. Der Piper PA-28-181 Archer 3 ist mit 230 km/h deutlich schneller. Stark vom maximalen Zuladungsgewicht abhängig ist die Reichweite eines Ecolights. Sie können zwar ohne Probleme 1.000 Kilometer zurücklegen, haben aber neben Pilot und Passagier nur noch eine begrenzte Nutzlast verfügbar. In Bezug auf die Reichweite sind Ecolights mit normalen Flugzeugen vergleichbar, wobei die Reichweite je nach Flugzeugmodell stark variieren kann. Das Handling eines Ecolightflugzeuges unterscheidet sich genauso wie bei konventionellen Flugzeugen von Modell zu Modell. Im Allgemeinen ist das Handling vergleichbar. Obwohl Ecolights normalerweise etwas agiler und reaktionsfreudiger sind, was wiederum auf das Gewicht zurückzuführen ist, sind sie gutmütig.

### Sicherheit
Ecolightflugzeuge können mit einem Fallschirm-Gesamtrettungssystem ausgestattet sein. Dieses Rettungssystem kann im Notfall das ganze Flugzeug mit den Insassen zurück auf festen Boden bringen und gewährt dem Flugzeug so noch zusätzliche Sicherheit. In der Schweiz sind solche Rettungssysteme obligatorisch.

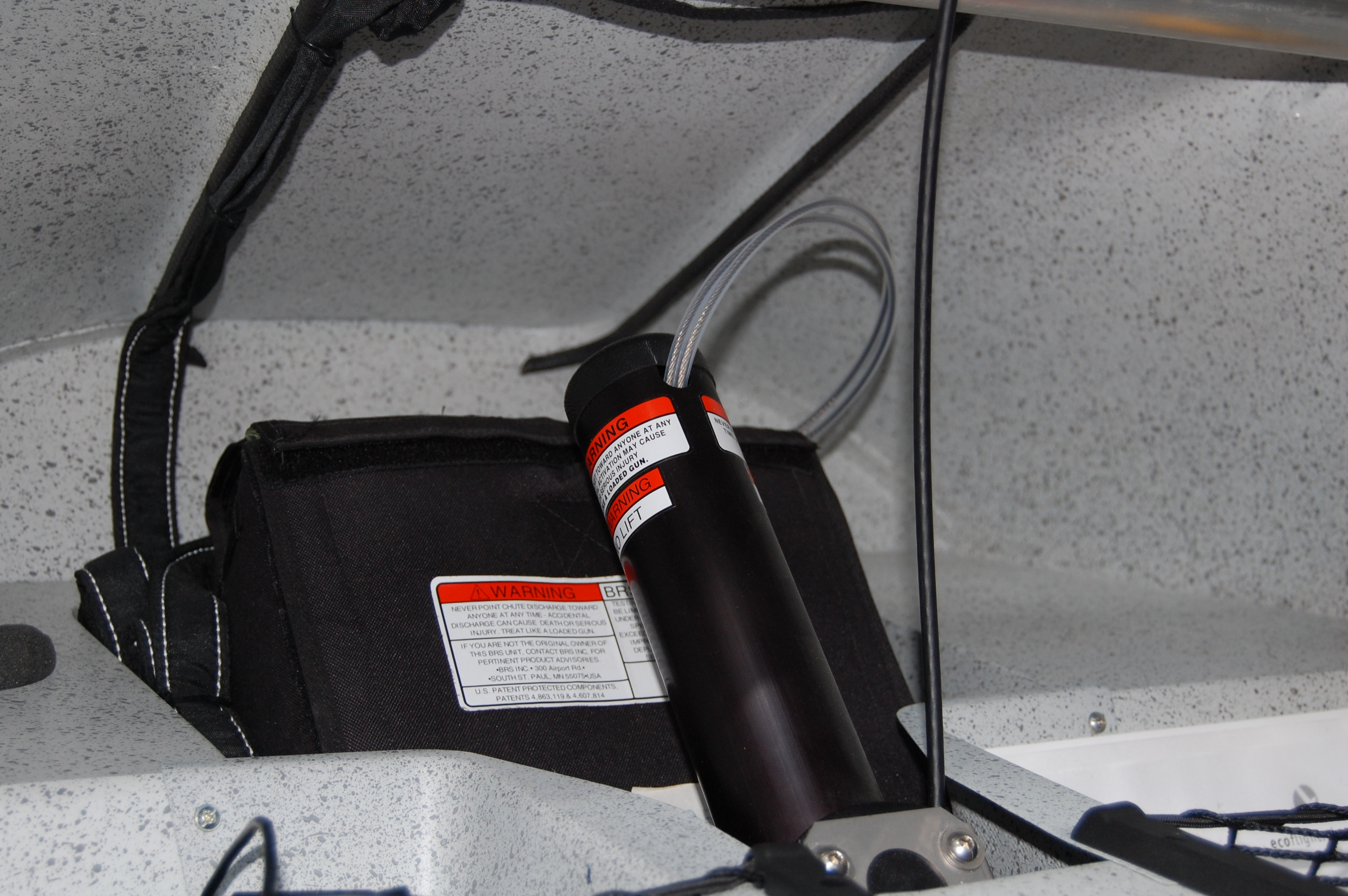
Gesamtrettungssystem mit Rakete und zusammengefaltetem Fallschirm

Da Ecolights zertifizierte Serienflugzeuge sind, dürfen sie nicht mit Experimentalflugzeugen verwechselt werden. Sie müssen eine strenge und anspruchsvolle Zertifizierung durchlaufen, die jedoch nur schweizweit Gültigkeit hat. So sind Ecolightflugzeuge nur national und nicht europaweit gemäß JAR/EASA zertifiziert. Mit einer Motorisierung von in der Regel 100 PS verfügen Ecolights über große Leistungsreserven, was insbesondere auf kurzen Pisten oder in den Bergen ein markanter Sicherheitsvorteil bedeutet. Durch ihre leichte Bauweise sind Ecolights aber auch windanfälliger und deshalb von Windböen und allfälligen Unruhen in der Luft stärker betroffen. Andererseits weisen Ecolights in der Regel viel bessere Gleiteigenschaften als konventionelle schwerere Flugzeuge auf, was ihnen bei einem Motorausfall mehr Zeit zum Landen gewährt. Ihr geringes Gewicht führt auch dazu, dass die Landepiste langsamer angeflogen werden kann, was zu einer sehr kurzen Landestrecke führt. Bei der Landung wird nur eine geringe kinetische Energie vernichtet. Ecolights sind ebenso sichere Luftfahrzeuge wie konventionelle Privatflugzeuge.

### Geräumigkeit und Zuladung
Der große Nachteil jedes Ecolightflugzeuges liegt in der durch das Gesetz bestimmten, maximalen Abflugsmasse von 472,5 Kilogramm. Die maximale Abflugmasse schränkt die Nutzlast stark ein.
| Maximale Abflugmasse                           | 472,5 kg   |
| Leermasse des Flugzeugs                        | − 292,5 kg |
| Masse für Treibstoff (ca. 42 Liter)            | − 30 kg    |
| Zuladungsmasse für Pilot, Passagier und Gepäck | 150 kg     |

Wird der maximalen Abflugmasse die Leermasse des Flugzeuges und die Masse für den Treibstoff subtrahiert, so ergibt sich die maximale Zuladungsmasse für den Piloten und den Passagier. Diese maximale Zuladungsmasse liegt bei Ecolights um 150 Kilogramm. Ein Pilot darf hier noch 75 Kilogramm wiegen. Natürlich muss ein Flugzeug nicht mit vollem Treibstofftank starten, will er jedoch einige Stunden fliegen, muss mit 60 Kilogramm für Treibstoff gerechnet werden. Für viele Piloten ist das Ecolightflugzeug wegen der zu geringen maximalen Zuladungsmasse eine schlechte Option. So sind dann auch längere, zweisitzige Reisen mit dem Ecolight im legalen Gewichtsbereich schwierig. Denn für zwei Gepäckstücke fehlt oft nicht nur der Platz, sondern auch die nötige Gewichtsreserve.

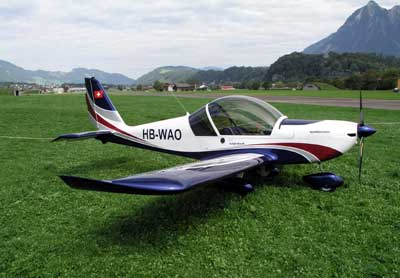
Ecolightflugzeug Eurostar

### Ökologie
Im Vergleich zu konventionellen einmotorigen Flugzeugen sind Ecolightflugzeuge umweltfreundlicher, denn sie verbrauchen viel weniger Treibstoff, stoßen dadurch deutlich weniger Schadstoffe aus und sind markant leiser. Die gängigen Ecolights setzen hierbei auf einen 80- oder 100-PS-Rotax-Verbrennungsmotor. Obwohl auch dieser Motor noch über keinen Katalysator verfügt, darf er als leichter, moderner und leistungsfähiger Flugzeugmotor bezeichnet werden. Der Treibstoffverbrauch eines Ecolights liegt bei etwa 14–18 Liter pro Stunde, was wiederum dem geringen Gewicht zu verdanken ist. Die Piper Archer 2 bringt es auf einen Wert von 33 Litern pro Flugstunde. Auch die Lärmemissionen sind hörbar geringer. Durch den Lärm von konventionellen Flugzeugen deutlich belastete Wohngebiete werden von Ecolightflugzeugen nur noch wenig betroffen. Die Lärmemission des Ecolightflugzeuges scheint einen Wert erreicht zu haben, der in alltäglichen und akzeptierten Lärmquellen untergeht. Rotax-Motoren werden auch in anderen konventionellen einmotorigen Flugzeugen angewendet und sind somit ebenfalls umweltfreundlicher und leiser.

### Kosten
Ecolightflugzeuge sind eine günstige Variante der privaten Fliegerei. Der Anschaffungspreis eines neuen Ecolights liegt bei rund der Hälfte eines vergleichbaren zweiplätzigen Flugzeuges. Dies täuscht jedoch, zumal eine intakte, ältere Cessna Occasion nur rund 40.000 Schweizer Franken kostet. Ecolights sind also nicht die billigsten Flugzeuge. Die Versicherungskosten für Ecos liegen in der Schweiz im Moment noch etwas höher als bei vergleichbaren kleinen Flugzeugen. Der Treibstoff kostet aus zwei Gründen einiges weniger: Erstens verbrauchen Ecolights nur rund die Hälfte und andererseits werden Ecolightmotoren normalerweise mit handelsüblichem Benzin und nicht mit teurem Avgas (Aviationsgas) betrieben. Avgas wird heute zu einem Preis von über 2,50 Schweizer Franken gehandelt, was deutlich über dem normalen Benzinpreis liegt. Schließlich sind die Wartungskosten von Ecolightflugzeugen rund 20 % niedriger als die von anderen kleinen Flugzeugen, da sie etwas weniger strengen Wartungsvorschriften unterliegen und die modernen Kleinmotoren unterhaltsfreundlicher sind.

## Verwendung und Potenzial
Seit das Ecolightflugzeug am 15. Juli 2005 in der Schweiz abheben darf, findet es vor allem in zwei Bereichen rege Verwendung. Einerseits als Schleppflugzeug in der Segelfliegerei und andererseits als Trainingsflugzeug für Flugschulen. Ecolights sind in der Lage, Segelflugzeuge zu schleppen. Für Segler ist das Ecolightflugzeug ein günstiger, umweltfreundlicher und leistungsfähiger Ersatz der Schleppflugzeuge aus den Siebzigerjahren. Immer mehr Flugschulen setzen auf den Ecolight, da er beim Fliegen mit einem konventionellen Flugzeug vergleichbar ist, aber deutlich weniger kostet. So senkt sich der Preis einer Schlepp-Minute deutlich. Viele Schweizer Piloten bemängeln aber die zu geringe maximale Abflugmasse und fordern eine neue Ecolightklasse, die mit der in den Vereinigten Staaten vergleichbar wäre. Die dort bekannte Sports-Plane-Kategorie erlaubt eine maximale Abflugmasse von 600 Kilogramm. Experten beteuern, dass die heutigen Ecolightflugzeuge ohne größere Umrüstung 120 Kilogramm mehr laden könnten. In Schweizer Pilotenkreisen wird der Ecolight als vollwertiges Flugzeug geschätzt und akzeptiert. Trotzdem sind ihm Grenzen gesetzt und so wird sich der Ecolight mittelfristig nur in der Sonntagsfliegerei durchsetzen. Als Reise-, Verkehrs oder gar Transportflugzeug ist das Ecolightflugzeug wenig geeignet. Die Zukunft der Ecolights wird vermutlich in der späteren ELA (European Light Aircraft Kategorie) liegen, welche bessere gesetzliche Rahmenbedingungen bieten wird.

## Die Ecolight-Kategorie
Ultraleicht- wie auch Ecolight-Flugzeuge sind nicht JAR/EASA zertifiziert, sondern national geregelt. Sie sind deshalb nicht automatisch in jedem Land zugelassen. Es ist jeder Nation freigestellt, wie sie diese Flugzeugart handhaben. Die zur Erhaltung der internationalen JAR-Lizenz minimale Anzahl von zwölf Flugstunden dürfen nicht mit einem Ecolight-Flugzeug geflogen werden. Ecolight-Piloten mit JAR-Lizenz müssen also trotzdem noch mit einem konventionellen Flugzeug fliegen. Ecolights müssen eine Zertifizierung durchlaufen, die auf den deutschen Lufttüchtigkeitsforderungen für aerodynamisch gesteuerte Ultraleichtflugzeuge (LTF-UL) und den Schweizer Additional requirements to be considered for Swiss validation and certification of Ecolight Aircraft basieren. Die Ecolight-Kategorie erlaubt Piloten mit einer beschränkten Privatpilotenlizenz (Restricted Private Pilot License) RPPL-ECO, RPPL-SEP oder einer JAR PPL-SEP-Lizenz nach entsprechender Mustereinweisung im Schweizer Luftraum mit Ecolight-Flugzeugen zu fliegen. Weiter darf auch eine Reihe ausländischer Ultraleichtflugzeuge in die Schweiz fliegen, wobei das Bundesamt für Zivilluftfahrt (BAZL) eine Liste dieser Flugzeugmodelle publiziert hat. Im Einverständnis mit anderen europäischen Staaten dürfen Piloten mit ausschließlich Schweizer Lizenz auch den ausländischen Luftraum befliegen.

## Akzeptanz
Die Meinungen der Piloten bezüglich Ecolights gehen in Europa noch weit auseinander. So wird das Ultra- bzw. Ecolightflugzeug von der JAR/EASA noch nicht als Flugzeug anerkannt. Anders als im Rest von Europa ist es Schweizer Piloten erst seit dem 15. Juli 2005 möglich, mit dem Ecolightflugzeug zu fliegen und damit Erfahrungen zu sammeln. Der Markt hat sich in der Schweiz bisher eher zögerlich entwickelt, da  die Einstellung konventioneller Piloten zu Ecolight mancherorts noch zu konservativ ist. Während die starke Motorenleistung und die hohe Steigfähigkeit die einen begeistern, können sich andere mit dem Umstand, dass das Handling beim Landen wegen des geringen Gewichts anspruchsvoller ist, noch nicht mit Ecolight anfreunden. So meint denn auch der amtierende Präsident der Swiss Microlight Federation, Anton Landolt: „Jeder soll das fliegen, was ihm am meisten Spaß bereitet.“ Vor allem jüngere und liberalere Piloten schätzen den Ecolight als sicheres, günstiges und umweltfreundliches Flugzeug und betonen gerne: „Das Ecolightflugzeug hat viel Zukunft. Es braucht eben seine Zeit, bis sich der Ecolight beweisen kann. Dann wird sich die Skepsis gewisser Piloten in offene Begeisterung verwandeln.“